# Vilhelm Petersen
Vilhelm Petersen (2 de marzo de 1852 – 2 de junio de 1939) fue un actor y letrista de nacionalidad danesa. 

## Biografía
Nacido en Copenhague, Dinamarca, Petersen debutó como actor teatral en el Helsingør Teater en el año 1879, trabajando posteriormente en teatros de diferentes países. Junto a Carl Wulff, actuó en espectáculos veraniegos de revista. Se hizo cargo del teatro de los Jardines Tivoli de Copenhague en 1884 obteniendo un gran éxito con su primera revista. 
Se retiró de la escena y de la dirección teatral en 1911, pero en 1915 volvió como director del Palacio de Invierno de los Jardines Tivoli. Además de actor y director, también fue autor, escribiendo con el pseudónimo Peter Vilh.
Vilhelm Petersen falleció en el año 1939.

## Filmografía
- 1921 : Blade af Satans bog
- 1925 : Du skal ære din hustru